# Arrenoseius cavei
Arrenoseius cavei är en spindeldjursart som först beskrevs av Denmark och Evans 1999.  Arrenoseius cavei ingår i släktet Arrenoseius och familjen Phytoseiidae. Inga underarter finns listade i Catalogue of Life.